# Bruce Westerman
Bruce Eugene Westerman, né le 18 novembre 1967, est un homme politique américain, membre du Parti républicain, représentant de l'Arkansas à la Chambre des représentants des États-Unis depuis 2015.

## Biographie
Bruce Westerman est originaire de Hot Springs dans l'Arkansas. Il obtient son bachelor of science à l'université de l'Arkansas à Fayetteville, où il joue pour les Razorbacks. En 2001, il décroche un master en foresterie à Yale.
De 2006 à 2010, il siège au sein du conseil des écoles de Fountain Lake dans le comté de Garland.
En 2010, il est élu à la Chambre des représentants de l'Arkansas. Il devient chef de la minorité républicaine en 2012 et dirige la majorité républicaine lorsque le Grand Old Party remporte la chambre basse de la législature de l'Arkansas en 2013.
Lors des élections de 2014, il est candidat à la Chambre des représentants des États-Unis dans le 4e district de l'Arkansas. Le représentant sortant Tom Cotton est candidat au Sénat. Il remporte la primaire républicaine avec près de 54,5 % des suffrages face à Tommy Moll,. Pour l'élection générale, il affronte l'ancien directeur démocrate de la FEMA James Lee Witt. Si Westerman part favori, son avance semble se réduire à l'approche de l'élection. Il est cependant élu représentant avec une avance supérieure à dix points, réunissant 53,7 % des voix contre 42,6 % pour Witt.